# Богаевский, Митрофан Петрович

Памятная доска в г. Каменск-Шахтинский

Митрофан Петрович Богаевский (1881—1918) — донской казак, деятель казачества, историк и педагог.

## Биография
Родился 23 ноября 1881 года в станице Каменской Области Войска Донского.
Детство провел в хуторе Петровское, недалеко от станции Миллерово.
В 1893 году поступил в Новочеркасскую гимназию, которую окончил с некоторым опозданием в возрасте 20 лет. После этого успешно прошел курс историко-филологического факультета в Петербургском университете, состоял во все годы студенчества председателем Донского Землячества.
В 1911 году, по окончании университета, вернулся на Дон и некоторое время состоял преподавателем истории, географии и латыни в Новочеркасской гимназии. Тогда же женился на Елизавете Дмитриевне Закаляевой (1887 — 29.09.1981, Лос-Анджелес, США), казачке станицы Мелеховской. В 30 лет получил назначение на должность директора мужской классической гимназии в станице Каменской, став её первым директором.
После февральской революции 1917 года казаки призвали Богаевского для служения народу. В марте 1917 года население станицы послало его делегатом на Общеказачий съезд в Петрограде, где он занял место председателя собраний. В апреле того же года, будучи представителем станицы Каменской на Первом Съезде Донских Казаков в Новочеркасске, он был избран председателем его и поставлен во главе Комитета по выработке Положения о выборах и созыве Войскового Круга. 26 мая, как председатель возрожденного Казачьего Парламента, Богаевский провозгласил: «Объявляю заседание Донского Войскового Круга, после двухсотлетнего перерыва, открытым». На заключительном заседании Круг избрал его на пост Заместителя Войскового атамана. Избран депутатом Учредительного собрания от Донского избирательного округа по списку № 4 (от казаков). В 1917—1918 годах возглавлял Донское войсковое правительство.
29 января 1918 года, одновременно с атаманом А. М. Калединым, Богаевский сложил свои полномочия и покинул Новочеркасск, удалившись с женой в Сальский округ, куда вскоре пошли и Донские партизаны. 12 февраля столицу Дона занял отряд красных казаков войскового старшины Н. М. Голубова, который в начале марта предпринял поход в степи на Донских партизан. Прибыв в станицу Великокняжескую, Голубов ночью 6 марта (19 марта по новому стилю) отыскал Богаевского в доме калмыцкого гелюна (священника) и арестовал. С 6 по 18 марта содержался в арестных домах станиц Платовской (ныне станица Будённовская) и Великокняжеской (ныне город Пролетарск). Затем — на гауптвахте в Новочеркасске под охраной казаков.
Красная Армия, заняв Новочеркасск, захватила на гауптвахте Богаевского и перевела в Ростов-на-Дону.

### Гибель

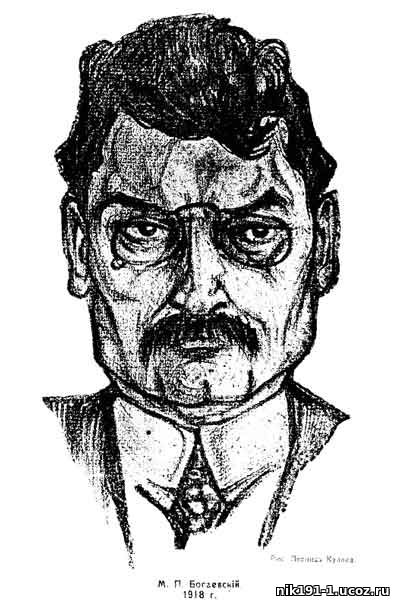
М. П. Богаевский в год гибели, рис. Л. Кудина.

С началом восстания низовых станиц, комиссар Яков Антонов (сын царского полковника Якова Петровича Антонова) вместе с красным командиром Рожинским взяли Заместителя Донского Атамана Митрофана Петровича Богаевского из Ростовской тюрьмы, вывезли его в Балабановскую рощу около г. Нахичевань-на-Дону и там застрелили. Вот как это описывалось в еженедельнике «Донская волна» 1918 года:

«…1-го (14) апреля к опушке Балабановской рощи в Ростове подъехал автомобиль. Из него вышли начальник ростовской красной гвардии юноша Антонов, а за ним быстрым шагом — Митрофан Богаевский… Спустились в ров, вышли на полянку. Антонов быстро повернулся и в упор выстрелил в Богаевского. Тот упал. Антонов пошел к автомобилю, но снова вернулся. Ему сказал его спутник Рожанский, что Богаевский жив. Действительно, пуля застряла во рту Богаевского и он прикрыл руками рот. Антонов вернулся и в упор еще раз выстрелил в глаз лежащему. Умер Богаевский.»

Позже сам Яков Антонов был расстрелян своими же вместе с Б. М. Думенко в 1920 году.
Ночью родственниками труп Митрофана Петровича был вывезен в Новочеркасск и тайно захоронен на фамильном кладбище.

## Характеристика личности и взглядов
Современник писал, что  Богаевский отличался редким ораторским талантом: "Программу ему (казачеству) заменяла романтика. Жизнь по прадедовской старине, в степных привольях, с вольным кругом и радой, оказалась в наше время не более как красивой мечтой, навеянной казачьими поэтами вроде «донского баяна», сподвижника Каледина, Митрофана Богаевского".